# 京橋 (広島市)
京橋（きょうばし）は、広島県広島市の京橋川にかかる道路橋。
毛利輝元が広島城に入場した天正19年（1591年）木橋として架橋された。城から京都へと続く橋として架けられた。京橋川および京橋町 (広島市)の名はこの橋名を由来としている。昭和2年（1927年）鋼橋として永久橋化、これが現橋にあたる。
近世では西国街道筋、近代前期は国道筋、現在は市道の橋である。1945年広島市への原子爆弾投下の際に落橋を免れた被爆橋梁の1つであり、その中で最も爆心地近くに位置する。一見コンクリート橋だか、実際はコンクリート被覆の鋼橋であり、被覆理由は不明であるが、石造の親柱・欄干との調和を図ったものと考えられている。現存するものでは市内最古の鋼橋。土木学会選奨土木遺産。

## 歴史

### 初期
この地は太田川下流域三角州地帯内にあり、戦国時代以前には低地の砂地が広がる土地であった。安土桃山時代、毛利輝元により広島城が築城されると城下町として発展した。
京橋は輝元が入城した天正19年（1591年）に木橋として架橋している。城の京口御門から東へ一本筋の道にあることから京橋と名付けられた（絵図面参照）。
毛利氏時代の広島城絵図とされる『芸州広嶋城町割之図』で（西国街道筋となる）猿猴橋・元安橋と共に描かれている。慶長元年（1596年）『毛利氏奉行人連署書状』に文禄の役のため名護屋城に向かう豊臣秀吉が通るため、（西国街道筋）己斐橋と「広島中の小橋」の修繕を命じられた事が書かれている。このことから山陽道（西国街道）は毛利氏時代、安土桃山時代に形成されていたとする説がある。一般的には江戸時代初期、毛利氏の次に入場した福島正則が城下に西国街道を引き込んだとされている。

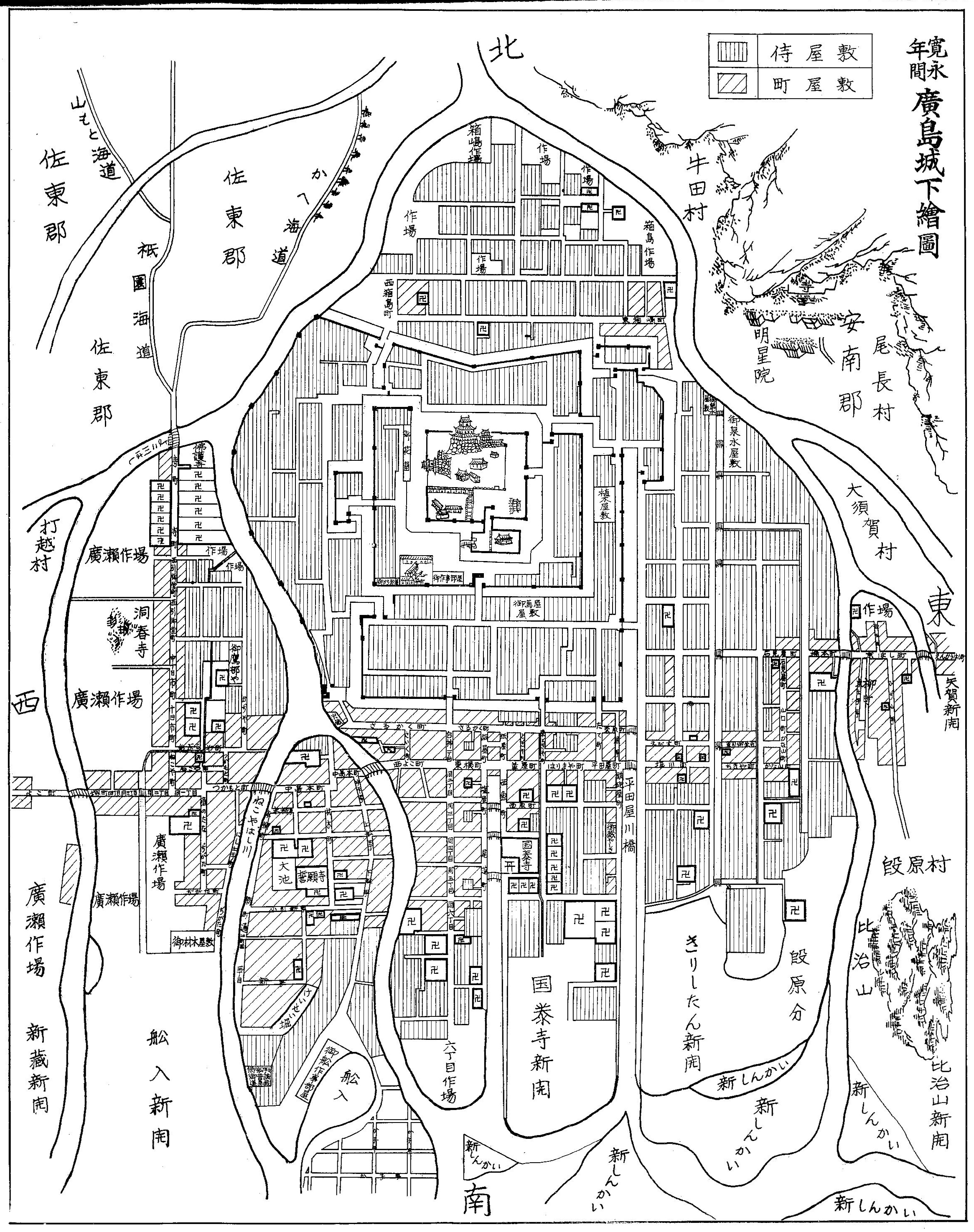
『寛永年間広島城下絵図』。右側に「京はし町」が確認できる。
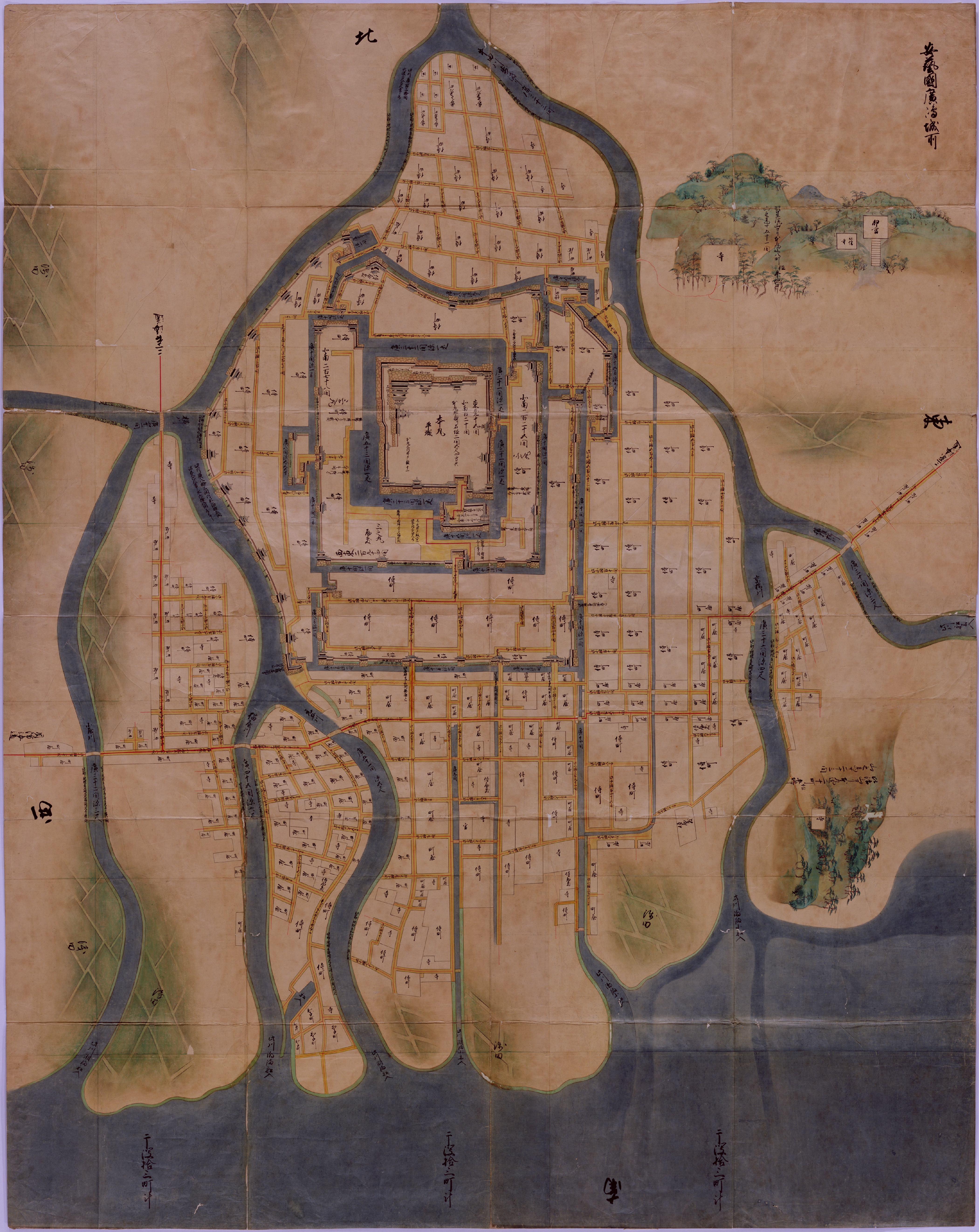
『正保城絵図安芸国広島城所絵図』。右から2つ目の橋が京橋。

道路幅は2間半（約4.6m）に定められていた。また広島藩は防犯上の理由により城下で架橋制限していたため、この橋は京橋川唯一の橋梁であった。同じく西国街道筋の猿猴橋と共に古くから交通の要所であった。寛永12年（1635年）武家諸法度によって参勤交代が義務化されると、当初広島藩は海路を採用していた。宝暦4年（1754年）頃から西国街道による陸路に切り替えている。
この時代、厳島神社の管絃祭において「御供船」と呼ばれる管絃船の後ろをついていく船が城下それぞれの川で造られていた。この御供船は京都祇園祭の山鉾を真似し、年々豪華に飾り立てた。
嘉永5年（1852年）、京橋川に浮かぶ御供船を見物する民衆たちによって京橋が崩落し、死傷者が発生する事故が起きている。
木橋の諸元は、薄田太郎『がんす横丁』では長さ36間（約65m）幅3間5分（約6.3m）、大正2年（1913年）の資料では長さ35間5尺（約65.15m）とある。

### 近代以降
明治以降になると国道2号筋の橋として機能した。人や車の往来が激しかったという。1894年（明治27年）、日清戦争勃発、広島城内に広島大本営が設置される。同年9月15日東京から行幸した明治天皇は広島駅からこの橋を通り大本営へ入っている。
国道整備の一環として猿猴橋とともに永久橋化が決定し、1926年（昭和元年）7月起工、1927年（昭和2年）8月鋼橋に架け替えられた。開通式は同年8月3日に行われ、鶴羽根神社社掌を斎主として末松偕一郎知事・川淵龍起市長ら数名の来賓参列の上で盛大に行われ、数千人が訪れ終日混雑を極めた。工事費は当時で7万円。猿猴橋のような金物の装飾はなかったが、いずれ劣らぬ偉観を誇ったとされている。ただ先に永久橋化した猿猴橋は国道としては狭幅員であると土木関係者から指摘されており、京橋は猿猴橋より更に狭かった。昭和初期に相生通りが新しい国道として整備されることになる。
1945年（昭和20年）8月6日広島市への原子爆弾投下により被爆。ここは爆心地より約1.38キロメートル離れた所に位置した。爆風方向に架かっていたため落橋はせず、被害は両側に建つ親柱の上部がずれた程度だった。そのため、広島市内から当時救護所に指定されていた東練兵場への避難経路、あるいは市内中心部へ向かう救援活動の通り道として使われた。東詰にパラシューチン夫妻の自宅があり、彼らも被爆している（広島原爆で被爆したロシア人）。
同年9月の枕崎台風および同年10月の阿久根台風による水害により市内の橋が次々と落橋する中、この橋はそれにも耐えている。
1950年（昭和25年）稲荷大橋、1966年（昭和41年）10月上柳橋と上下流に広幅員の橋が架橋したことにより主要幹線から外れ交通量が減り、現在は地元住民の生活道路として使用されている。

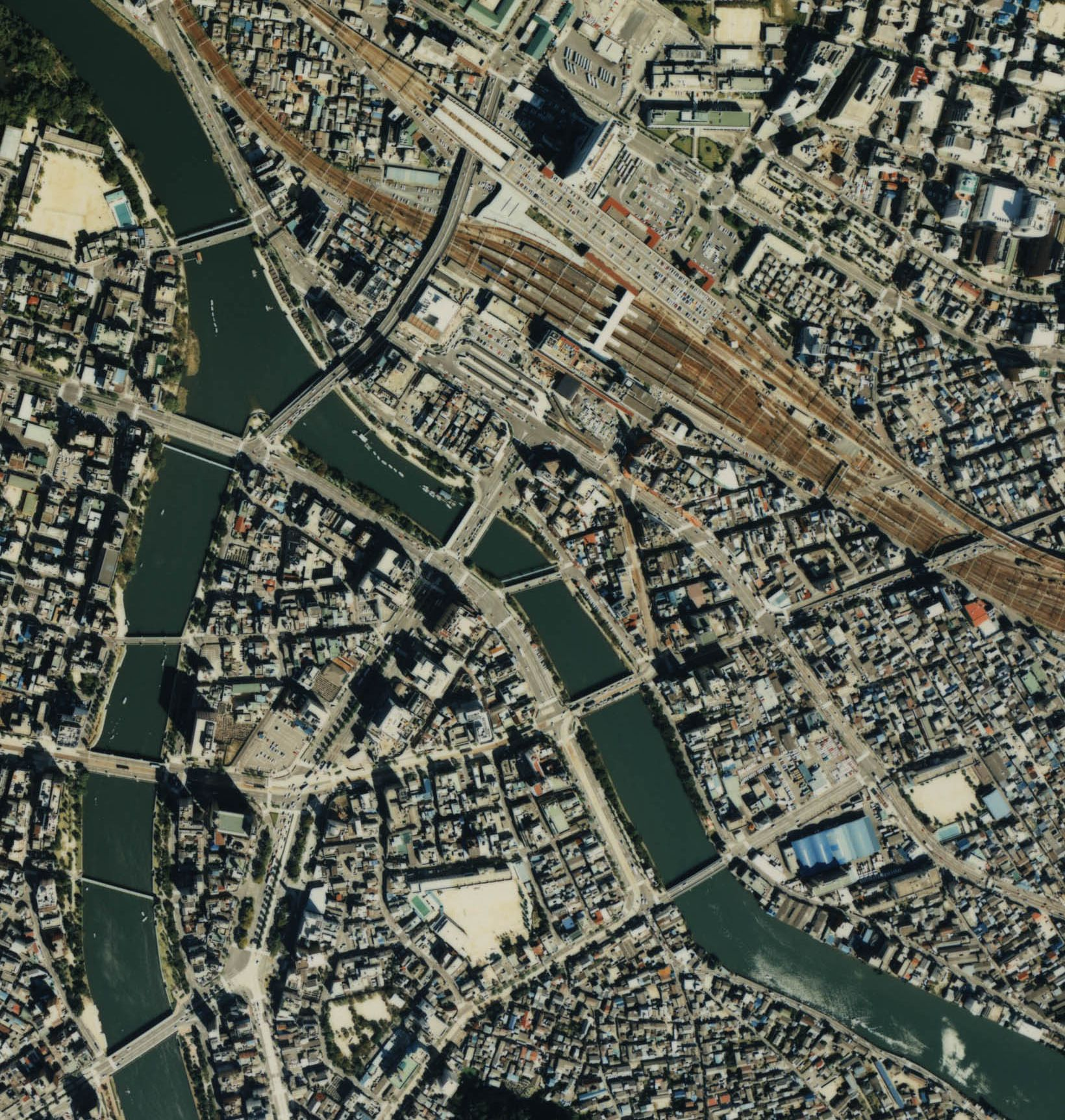
1988年の広島駅南周辺。。分岐から左が京橋川で、分岐から2つ目の橋が京橋。

1993年（平成5年）、広島市は被爆建造物を新たにリストアップしなおし、その際にこの橋は被爆橋梁台帳に記載された。2011年（平成23年）、土木学会選奨土木遺産に選定された。被爆橋梁という歴史的に意義のある橋ということから、広島市は管理する橋梁でも優先的に維持管理を行っている。

## 周辺
上流側に城南通り（広島市道中広宇品線）筋の上柳橋、下流側に広島県道164号広島海田線と広島電鉄本線の通る稲荷大橋がある。ここから東に進んで駅前通り（広島市道駅前吉島線）から駅前大橋を渡ればJR広島駅にたどり着く。旧西国街道筋の橋であり、昔は東に道沿いに進めば猿猴橋にたどり着いていた。
京橋川の西岸、特に栄橋からこの橋までの間にはさまざまな造りの雁木が残っている。現在所在が判明しているものとしては国内最大級の河川用の雁木群であり、これら雁木群も土木学会選奨土木遺産に選定されている。また西岸は水辺の環境を活かしてオープンカフェが整備されている。
西側には世界平和記念聖堂、エリザベト音楽大学、広島市立幟町小学校、東側には広島グランドインテリジェントホテルなどが存在する。

## 参考資料
- 四国五郎『広島百橋』春陽社出版、1975年。ASIN B000J9FFA2。
- 広島市『広島原爆戦災誌』（PDF）（改良版）、2005年（原著1971年）。2022年2月4日閲覧。